# Mbéwé
Mbéwé est un village de la commune de Djohong situé dans la région de l'Adamaoua et le département du Mbéré au Cameroun.

## Population
En 1967, Mbéwé comptait 126 habitants, principalement Peuls. Lors du recensement de 2005, 2 053 personnes y ont été dénombrées.